# Ignaz von Spaur

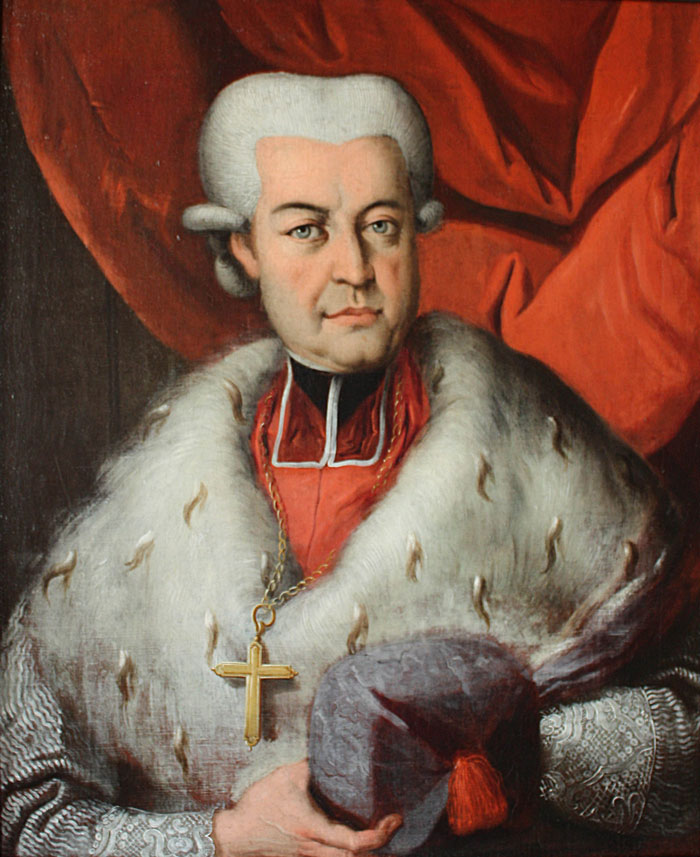
Fürstbischof Ignaz Franz Stanislaus von Spaur

Ignaz Franz Stanislaus Reichsgraf von Spaur (* 8. Mai 1729 in Innsbruck; † 2. März 1779 in Brixen) war Fürstbischof von Brixen.
Die Familie von Spaur ist ein Adelsgeschlecht, das in den Reichsgrafenstand erhoben worden war. Ignaz war Sohn des Grafen Johann Franz Wilhelm von Spaur und Anna Maximiliane, eine geborene Gräfin von Trapp. Spaur wurde 1756 zum Priester ordiniert und war bis 1776 Domherr in Salzburg, seit 1763 zusätzlich auch Domherr in Brixen. 1776 wurde er Koadjutor von Brixen mit zugesicherter Bischofsnachfolge und Auxiliarbischof von Chrysopolis in Arabia. 1778 wurde er als Nachfolger seines Onkels Leopold von Spaur Fürstbischof von Brixen, starb aber schon im darauffolgenden Jahr. Sein Nachfolger in diesem Amt wurde sein Bruder Joseph von Spaur.
Spaur war ein Freund und Gönner der Familie Mozart. Wolfgang Amadeus Mozart hatte zu Spaurs Bischofsweihe durch Fürsterzbischof Hieronymus von Colloredo am 17. November 1776 im Salzburger Dom eine Messe komponiert. Diese Messe erwähnte Leopold Mozart 1778 in einem Brief an Wolfgang Amadus und nannte sie „Spaur Messe“. Bei dieser Messe handelt es sich neueren musikhistorischen Forschungen zufolge um die Messe in C-Dur KV 257. Zuvor war jahrzehntelang, einer unbelegten Vermutung Alfred Einsteins in der 3. Auflage des Köchelverzeichnisses folgend, die Missa brevis C-Dur KV 258 als „Spaur-Messe“ angesehen worden.